# Mars-Marvin

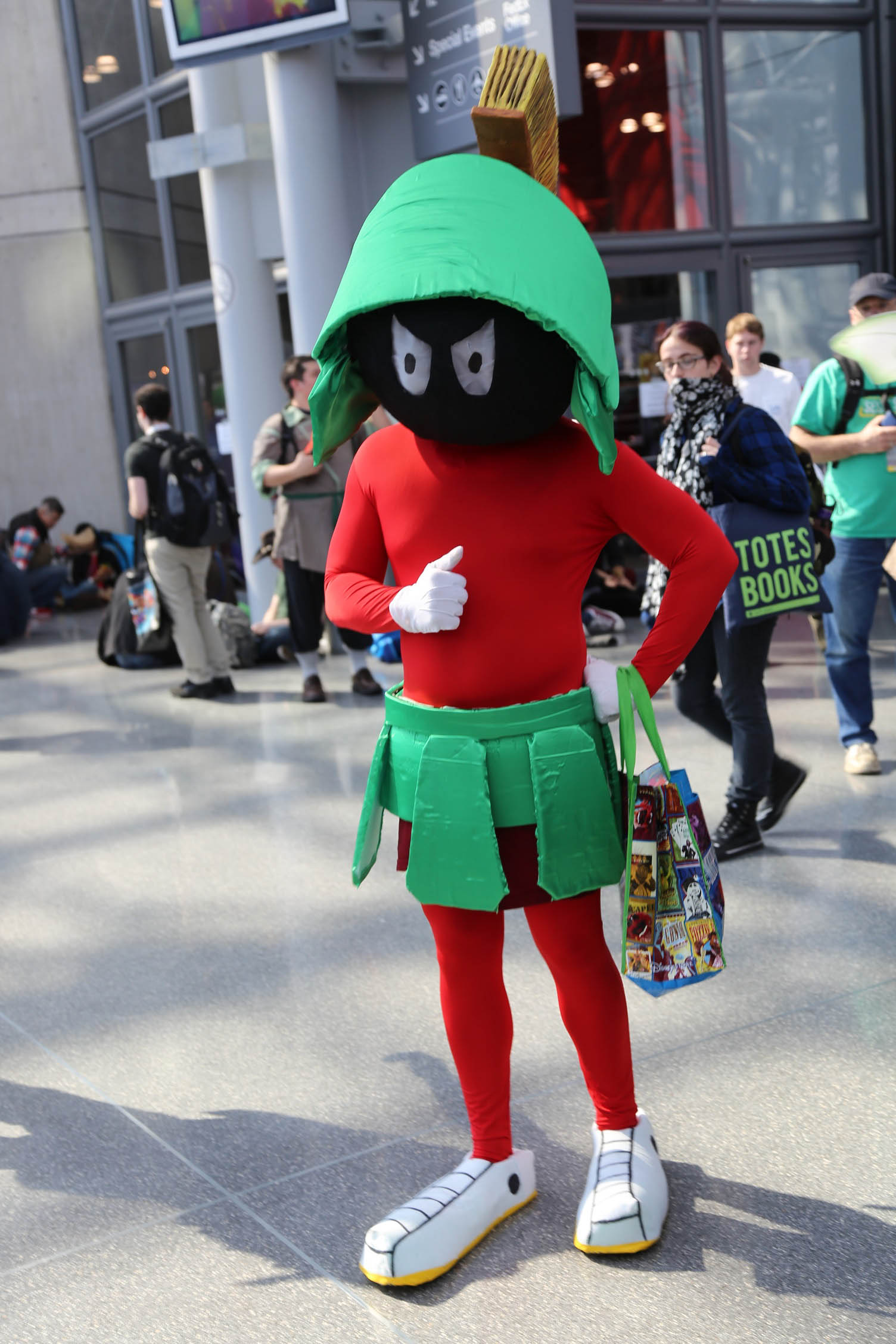
En person utklädd till Mars-Marvin i samband med New York Comic Con 2014

Mars-Marvin, i original Marvin the Martian, är en karaktär i Looney Tunes och är en ond marsian. 
Han skapades av Chuck Jones och gjorde debut i kortfilmen Haredevil Hare från 1948. Hans tre rivaler är Duck Dodgers som är Daffy Anka, Pelle Pigg och Snurre Sprätt. Hans medhjälpare är några konstiga gröna fåglar som kommer ut ur frön. 
Marvin är mycket liten till växten och har inget ansikte - bara ett svart klot med stora ögon. Han är klädd som en soldat från antikens Rom - anspelande på den romerske krigsguden Mars.
Marvin är med i långfilmerna Space Jam, där han är basketdomare, och Looney Tunes: Back in Action. Han har även en cameo i Vem satte dit Roger Rabbit?, trots att den filmen utspelar sig 1947.